# Hladýš širolistý
Hladýš širolistý (Laserpitium latifolium) je až přes metr vysoká, statná, aromatická, ve volné přírodě rostoucí bylina se širokým květenstvím složeného okolíku bílých květů. Je jedním ze tří druhů rodu hladýš které vyrůstají v České republice.

## Rozšíření
Vyrůstá v poměrně širokém evropském areálu, od Španělska, Itálie a Balkánu na jihu až po baltské oblasti Skandinávie na severu. Východním směrem zasahuje až do středního Ruska.
V České republice se vyskytuje řídce, ve vyšších počtech jen na několika místech ve středních Čechách a okolo dolního toku Labe, na Moravě pak v Bílých Karpatech. Roste na stanovištích s převážně vápnitým podložím, na světlých a sušších stráních, okrajích křovin a na osvětlených místech v lesích. Jeho místa výskytu se častěji rozkládají v pahorkatinách termofytika a mezofytika. Lze ho nejspíše spatřit v suchých bylinných lemech svazu Geranion sanguinei (kde je diagnostickým druhem) a ve vysokostébelných trávnicích skalních terásek svazu Trifolion medii.

## Popis
Vytrvalá rostlina jejíž lodyha dorůstající do výšky 60 až 150 cm roste z tlustého válcovitého oddenku který po poranění roní aromatickou pryskyřičnou tekutinu. Lysá lodyha je vzpřímená, tuhá, jemně rýhovaná a v horní části rozvětvená. Přízemní listy jsou na délku až 50 cm a mají dlouhé řapíky, horní lodyžní jsou menší se zakrslými řapíky nebo přisedlé, mají rozměrnou pochvu. Dvakrát až třikrát trojčetné čepele listů jsou trojúhelníkovitého tvaru a jejich lístky s nesouměrnou bázi jsou široce vejčité, na koncích tupě špičaté a po obvodě nestejnoměrně hrubě pilovité.
Mohutné ploché složené okolíky, mající v průměru i přes 20 cm, jsou vytvořeny z 25 až 40 okolíčků. Obaly jsou tvořeny početnými listeny které jsou po okrajích blanité. Okolíčky mají stopky drsné a odstálé listeny jen řídké a nitkovité. Protandrické květy jsou převážně oboupohlavné, v menším počtu samčí. Kališní lístky jsou drobné, čárkovité. Korunní lístky 2 až 2,5 mm dlouhé a 1 až 1,5 mm široké jsou obvejčité až obsrdčité, na vrcholu lehce vykrojené a mají barvu bílou nebo, a to řidčeji, slabě narůžovělou. Rostliny vykvétají od července do září.
Plody jsou podlouhlé dvounažky, jednotlivá merikarpia mají 5 bezkřídlých žeber a 4 mezižebrová křídla.

## Ohrožení
Stanoviště hladýše širolistého jsou mnohde ohrožována postupným zarůstáním rozšiřujícím se plevelem a samotné rostliny jsou často spásány lesní zvěří. Je proto zařazen "Červeným seznamem cévnatých rostlin České republiky" mezi ohrožené druhy (C3).

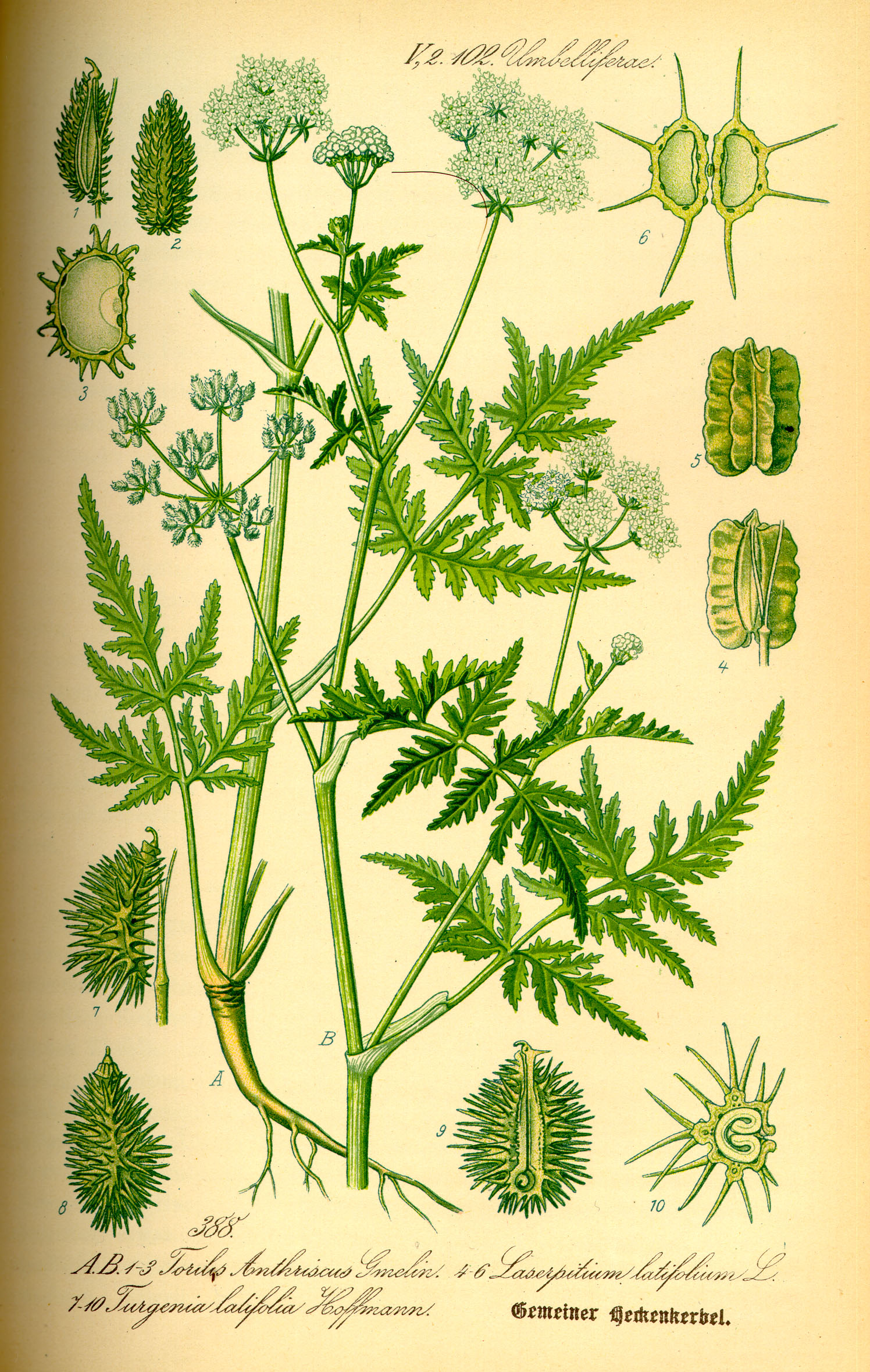
Nákres rostliny
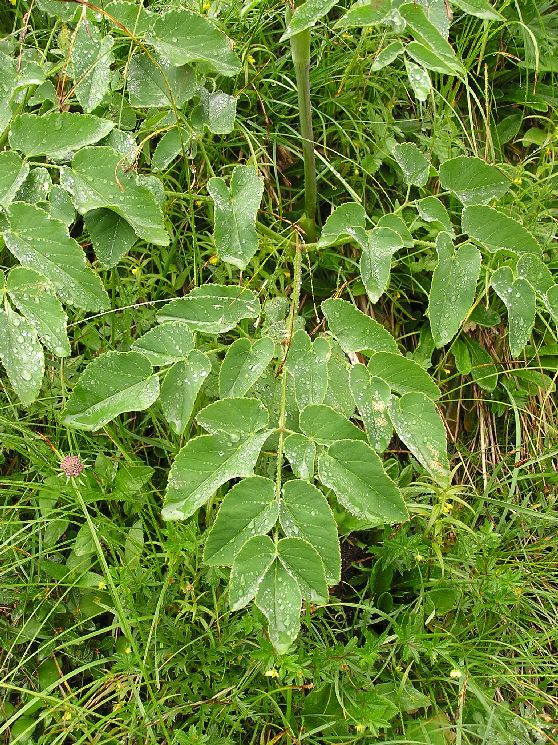
Zpeřené listy
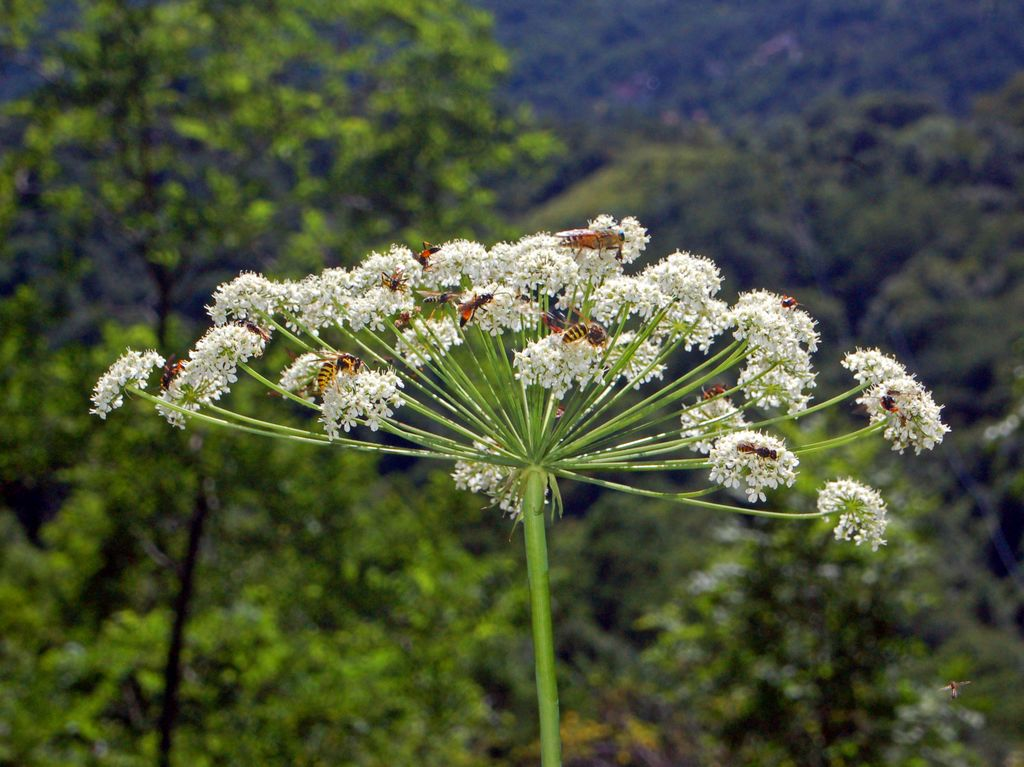
Složený okolík a opylovači